# Königreich von Araukanien und Patagonien
Das Königreich Araukanien und Patagonien (auch Nueva Francia bzw. Nouvelle France genannt) ist ein Mitte des 19. Jahrhunderts vom französischen Juristen und Abenteurer Orélie Antoine de Tounens in Südamerika ausgerufener nicht anerkannter Staat. Er sollte ursprünglich das Gebiet in Chile südlich des Río Bío Bío in der heutigen Región de la Araucanía sowie den gesamten Südkegel Argentiniens umfassen. Als Hauptstadt war Perquenco vorgesehen. Tounens verfolgte damit das Ziel, die einheimische indigene Bevölkerungsgruppe der Mapuche im Arauco-Krieg gegen das militärische und wirtschaftliche Vordringen der Streitkräfte von Chile und Argentinien zu verteidigen. Die Staatsgründung wurde jedoch von den Regierungen der anderen Staaten ignoriert und de Tounens nur zwei Jahre später von chilenischen Behörden festgesetzt und nach Frankreich abgeschoben. Dieser Versuch der Errichtung des Königreiches wird von Historikern als kuriose und teilweise komische Episode betrachtet.

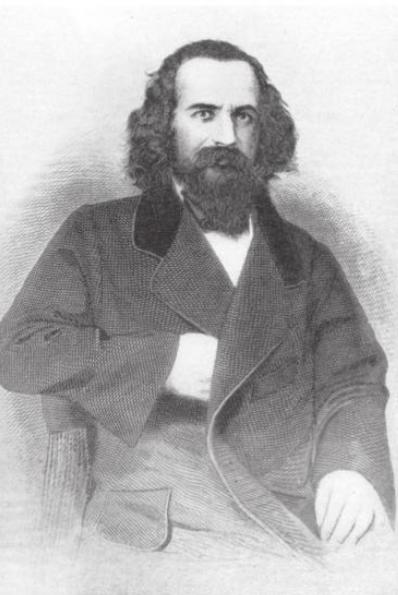
Orélie Antoine de Tounens I.

## Geschichte
Orélie Antoine de Tounens sympathisierte mit den Mapuche, die ihre Unabhängigkeit seit dem 16. Jahrhundert immer wieder erfolgreich verteidigt hatten. Wie seine Krönung zum „König von Araukanien und Patagonien“ wirklich ablief und ob die anwesenden Mapuche überhaupt wussten, worum es dabei ging, ist nicht bekannt. Auch gab es keine Führung der Mapuche, die zu so einem Akt legitimiert gewesen wäre. Er hatte sie von seinem selbst ausgefertigten Verfassungsentwurf, möglicherweise auch einfach von der Idee überzeugen können, dass ihre Sache von einem Europäer besser vertreten werde. Dann begann de Tounens damit, eine Regierung zu bilden, kreierte eine Flagge und ließ Münzen für seine Nation mit dem Namen Nouvelle France prägen.
Seine Bemühungen um internationale Anerkennung für die Mapuche per Zeitungsanzeige wurden durch die chilenische und argentinische Regierung, die ihn bei verschiedenen Gelegenheiten gefangen nahmen und sogar in eine Irrenanstalt in Santiago einsperrten, verhindert. Der französische Botschafter in Santiago hatte lange vergeblich argumentiert, de Tounens sei nicht „Herr seiner Sinne“, erwirkte dann aber trotz Verurteilung zu zehn Jahren Kerker, dass de Tounens schließlich nach Frankreich abgeschoben wurde.
Von Frankreich aus startete er noch weitere erfolglose Versuche nach Südamerika einzureisen, um doch noch die Herrschaft über sein „Königreich“ zu erlangen. De Tounens starb 1878 im Département Dordogne.
Die kuriose Fortsetzung des „Phantomstaates“ gehört mehr zu den Obsessionen des bourgeoisen Frankreichs als zur Politik Südamerikas.
Ein französischer Champagnerhändler und Freund von de Tounens, beeindruckt von der Geschichte, reklamierte als Aquiles I. (1878–1902) den vakanten „Thron“ für sich. Dessen Nachkomme Antonio III. (1916–1952) überließ den Titel gegen Bezahlung seinem Freund, dem Rechtsanwalt Philippe Boiry (1927–2014). Dieser lebte in Frankreich und verkündete den anhaltenden Kampf der Mapuche für Selbstbestimmung zu unterstützen. Er bezeichnete sich selbst als „König von Araukanien und Patagonien“. Bei einem Besuch des Landes wurde Boiry von den chilenischen und argentinischen Behörden feindlich behandelt und auch die meisten Mapuche-Organisationen ignorierten ihn.
Nach Boirys Tod wählte der „Regentschaftsrat“ Araukaunien-Patagoniens den Sozialarbeiter Jean-Michel Parasiliti di Para zum neuen König, der bis zu seinem Tod am 16. Dezember 2017 unter dem Namen Antoine IV. amtierte.
Nach Antoines Tod wählte der „Regentschaftsrat“ Araukaunien-Patagoniens den französischen Heraldiker Frederic Luz zum Prinzen von Araukanien. Die Wahl fand am 24. März 2018 in Paris statt. Fünfzehn Ratsmitglieder, darunter vier Mapuche, nahmen an den Wahlen teil.
Seit dem 12. Mai 2025 ist Laurent Lafayne „König“ Antoine V.

Wappen, historisch (um 1874 in Berlin geprägte Münze)
Wappen, neuzeitliche Variante auf araukanie.com
Flagge, neuzeitliche Variante auf araukanie.com
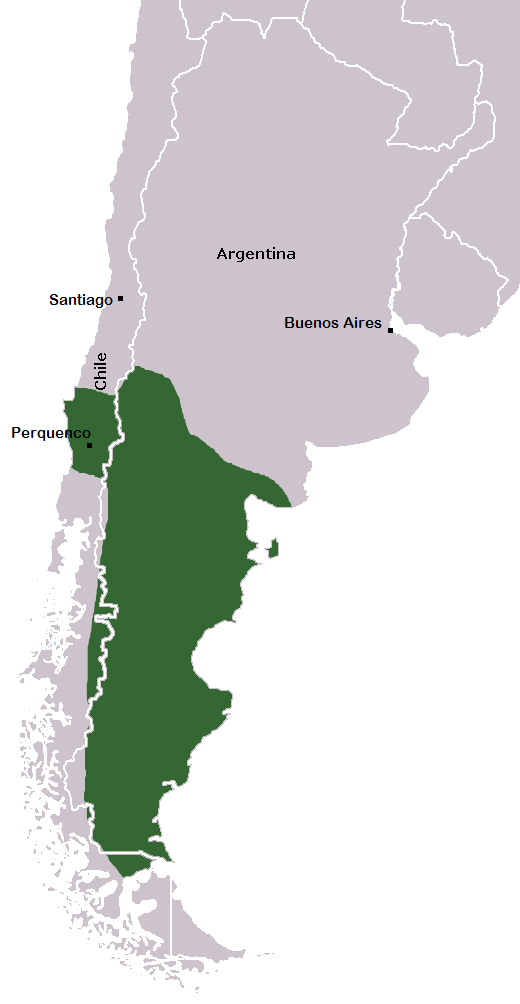
Beanspruchtes Gebiet (laut North American Araukanian Royalist Society)